# Bravos de Nuevo Laredo
El Bravos de Nuevo Laredo A.C. es un club de fútbol mexicano que milita en la Tercera División de México. Su hogar es La Unidad Deportiva Benito Juárez, dentro de la Ciudad de Nuevo Laredo en Tamaulipas.

## Historia
Bravos de Nuevo Laredo es una institución formada en el año 2004 por un grupo de empresarios neolaredenses, cuya única finalidad es de la de fomentar el deporte organizado en esta ciudad, así como la de poder lograr una Sinergia Deportiva en la localidad de alto nivel deportivo. Últimamente, el equipo se ha encontrado dentro de la liguilla de la Segunda División de México, pero ha sido derrotado en las fases finales. En 2009, fueron derrotados en semifinales ante Venados de Mérida, actual equipo de la Liga de Ascenso. En el torneo Revolución 2011, los Bravos lograron el subcampeonato después de una destacada temporada, al perder por marcador de 2-0 en el global, ante las Chivas Rayadas. Para el 2014, se mudan a Soledad en el estado de San Luis, y serán Santos de Soledad.

## Estadio
Ubicado en la Unidad Deportiva Lic. Benito Juárez. En la Colonia Viveros, Llamado "El Coloso De La Chimalpopoca" por estar en el bulevar del mismo nombre. Tiene una capacidad para 5,000 personas, cuenta con iluminación, marcador electrónico, área para medios de comunicación, acceso y área para discapacitados, sanitarios, estacionamiento, además es visitado diariamente por un aproximado de 1,000 personas para el desempeño de diversas actividades tales como; Atletismo, Ejercitación y esparcimiento.

## Temporadas
| Temporada | División           | Posición                       |
| --------- | ------------------ | ------------------------------ |
| 2014/2015 | 5.Tercera División | 5o. Grupo XII (Dieciseisavos)  |
| 2015/2016 | 5.Tercera División | 8o. Grupo XII                  |
| 2016/2017 | 5.Tercera División | 12o. Grupo XII                 |
| 2017/2018 | 5.Tercera División | 7o. G XII (Sesentaicuatroavos) |
| 2018/2019 | 5.Tercera División | 11o. Grupo XII                 |
| 2019/2020 | 5.Tercera División | 3o. Grupo XII *                |
| 2020/2021 | 5.Tercera División | 3o. Grupo XII (Dieciseisavos)  |

* Torneo suspendido por la pandemia de Covid-19, sin embargo, la Liga y la FMF hicieron oficiales las posiciones al momento de suspenderse la competencia.

## Afición
La Barra Brava de los Bravos de Nuevo Laredo se hace llamar "Los Marginados," este grupo se formó desde agosto del 2004 y desde entonces apoyan al equipo de local y visitante